# Tour de Pologne 1953
Tour de Pologne 1953 – 10. edycja wyścigu kolarskiego Tour de Pologne odbyła się w dniach 13–27 września 1953. Rywalizację rozpoczęło 65 kolarzy, a ukończyło 47. Łączna długość wyścigu – 2311 km.
Pierwsze miejsce w klasyfikacji generalnej zajął Mieczysław Wilczewski (Unia), drugie Wacław Wójcik (CWKS), a trzecie Grzegorz Chwiendacz (Górnik). Sędzią głównym był Stanisław Wasilewski.
Jubileuszowy, 10. Wyścig Dookoła Polski rozegrano na rekordowo długiej trasie, podzielonej na rekordową liczbę etapów.

## Etapy
| Etap      | Data        | Start - meta                | Długość (km) | Zwycięzca etapu       | Lider                 |
| I etap    | 13 września | Warszawa – Włocławek        | 154          | Henryk Hadasik        | Henryk Hadasik        |
| II etap   | 14 września | Włocławek – Bydgoszcz       | 125          | Henryk Hadasik        | Henryk Hadasik        |
| III etap  | 15 września | Bydgoszcz – Gdańsk          | 203          | Wacław Wrzesiński     | Henryk Hadasik        |
| IV etap   | 16 września | Gdynia – Koszalin           | 181          | Mieczysław Wilczewski | Wacław Wójcik         |
| V etap    | 17 września | Koszalin – Szczecin         | 183          | Mieczysław Wilczewski | Wacław Wójcik         |
| VI etap   | 19 września | Szczecin – Poznań           | 201          | Henryk Hadasik        | Wacław Wójcik         |
| VII etap  | 20 września | Poznań – Zielona Góra       | 148          | Stanisław Królak      | Mieczysław Wilczewski |
| VIII etap | 21 września | Zielona Góra – Jelenia Góra | 165          | Marian Więckowski     | Mieczysław Wilczewski |
| IX etap   | 22 września | Jelenia Góra – Opole        | 208          | Mieczysław Wilczewski | Mieczysław Wilczewski |
| X etap    | 24 września | Opole – Chorzów             | 165          | Henryk Hadasik        | Mieczysław Wilczewski |
| XI etap   | 25 września | Katowice – Zakopane         | 180          | Władysław Klabiński   | Mieczysław Wilczewski |
| XII etap  | 26 września | Zakopane – Kielce           | 216          | Tadeusz Drążkowski    | Mieczysław Wilczewski |
| XIII etap | 27 września | Kielce - Warszawa           | 182          | Stanisław Królak      | Mieczysław Wilczewski |

## Końcowa klasyfikacja generalna

### Klasyfikacja indywidualna
| Poz. | Zawodnik              | Kraj   | Zespół           | Czas (średnia km/h)       |
| ---- | --------------------- | ------ | ---------------- | ------------------------- |
| 1.   | Mieczysław Wilczewski | Polska | Unia Chorzów     | 66h 04' 50" (34,972 km/h) |
| 2.   | Wacław Wójcik         | Polska | CWKS Warszawa    | +09' 36"                  |
| 3.   | Grzegorz Chwiendacz   | Polska | Górnik           | +12' 42"                  |
| 4.   | Władysław Klabiński   | Polska | Gwardia Warszawa | +15' 21"                  |
| 5.   | Marian Więckowski     | Polska | CWKS Warszawa    | +16' 47"                  |
| 6.   | Stanisław Królak      | Polska | CWKS Warszawa    | +18' 10"                  |
| 7.   | Mieczysław Ulik       | Polska | Gwardia Warszawa | +20' 50"                  |
| 8.   | Henryk Hadasik        | Polska | Unia Chorzów     | +21' 55"                  |
| 9.   | Tadeusz Drążkowski    | Polska | CWKS Warszawa    | +22' 58"                  |
| 10.  | Wacław Wrzesiński     | Polska | Kolejarz         | +30' 03"                  |

### Klasyfikacja drużynowa
Drużynowej klasyfikacji nie przeprowadzono.